# كيث طومسون (لاعب كريكت)
كيث طومسون (26 فبراير 1941 في نيوزيلندا- 26 يناير 2023) (بالإنجليزية: Keith Thomson)‏ هو لاعب كريكت نيوزلندي. شارك في الألعاب الأولمبية الصيفية 1968. وشارك مع منتخب نيوزيلندا الوطني للكريكت.

## وصلات خارجية
- كيث طومسون على موقع إي آس بي آن كريك إنفو (الإنجليزية)
- كيث طومسون على موقع اللجنة الأولمبية الدولية (الإنجليزية)
- كيث طومسون على موقع أوليمبيديا (الإنجليزية)
- كيث طومسون على موقع اللجنة الأولمبية النيوزيلندية (الإنجليزية)